# 比洞赛
比洞赛（match-play），高尔夫球赛的一种赛制，在較為古老的比賽中相對流行，但目前已不再为大多数重要赛事使用，相对于“比杆赛”（stroke-play）。

## 概要
高尔夫球赛的赛制主要分为比洞赛和比杆赛两种。比洞赛的赛制下，参赛选手为两人一组或两队，进行一对一对抗，在每一洞根据杆数决出胜负，最后根据选手赢得的球洞数决定最终名次。
高尔夫球赛最初的形态是比洞赛，但由于比洞赛需要选手进行多轮淘汰才能决出最后冠军，因此不适合大量选手同时参加，舉例來說，以WGC比洞賽為例，該賽事只能容納64名選手參加，而比桿賽可以容納多達156名選手參加，並且五天的賽程也比比桿賽所需的三至四天賽程來得長。
且因為電視運動節目現場直播的盛行，比洞賽容易因為比賽的淘汰結果而影響轉播收視率（若發生多位職業運動員被淘汰的情況，使得決賽圈剩下較不出名的業餘選手，容易影響轉播收視率），因此目前世界职业高尔夫球坛的主要赛事都改用比杆赛。
在个人比洞赛中，有时会采用每组两名、一次两组的形式。这种情况下，可能会让每组分别使用一个球，或者每个球手使用一个球。
比洞赛中使用独特的计分和表述方式。假设球员A和球员B参加一对一比赛，在第一洞比赛中，A击出的杆数少于B，于是A赢得了该洞的胜利，这时表述为“A领先1洞”，如以B为主语，则表述为“B落后1洞”。这样在一轮比赛中，选手在每一个洞决出一个小分，最后当其中一方选手领先优势已不能被逆转（超分）时，这一回合比赛结束。这时胜利一方的领先洞数（X）和剩余未比赛的球洞数（Y）被记录下来，表述为“X and Y”。举例来说，当一方选手经过数轮比赛后，领先另一方5洞，但剩余球洞只有4个，因此该选手必定取得胜利，因此表述为“某某以5 and 4获胜”。当领先洞数等于剩余洞数时，领先球员会被称为“等洞方”（Dormie），意为他基本上可以在剩下的比赛中安心等待胜利的来临。

## 运用赛事
目前仍在使用比洞赛制度的主要球赛包括：欧美选手之间对抗的顶级赛事莱德杯，世界各国选手与美国选手对抗的总统杯，世界高尔夫球锦标赛系列之一的埃森哲比洞锦标赛等赛事。另外，四大满贯赛事之一的PGA锦标赛在1958年之前也实行比洞赛制，但从1958年起改为比杆赛。

## 认输和放弃
在比洞赛中，每一洞的杆数并不会被累计，因此没有总杆数的概念。因此，当某一洞比赛中，一方球员可以预测其对手将极有可能在击出下一杆后取得该洞胜利时，可以提出认输。在日本，球手只需要喊出“OK”就表示放弃该洞。

## 计分实例
| 球洞 | 标准杆 | A球手杆数 | B球手杆数 | 分数         |
| ---- | ------ | --------- | --------- | ------------ |
| 1    | 4      | 4         | 4         | 平手（even） |
| 2    | 3      | 3         | 4         | A 1up        |
| 3    | 4      | 4         | 4         | A 1up        |
| 4    | 5      | 4         | 6         | A 2up        |
| 5    | 5      | 5         | 4         | A 1up        |
| 6    | 4      | 4         | 4         | A 1up        |
| 7    | 4      | 4         | 6         | A 2up        |
| 8    | 3      | 3         | 3         | A 2up        |
| 9    | 4      | 3         | 3         | A 2up        |
| 10   | 5      | 4         | 5         | A 3up        |
| 11   | 3      | 3         | 3         | A 3up        |
| 12   | 4      | 5         | 5         | A 3up        |
| 13   | 5      | 5         | 5         | A 3up        |
| 14   | 3      | 2         | 4         | A 4up        |
| 15   | 4      | 4         | 4         | A 4up        |
| 16   | 4      | ・        | ・        | A 4and3      |
| 17   | 4      | ・        | ・        | A 4and3      |
| 18   | 4      | ・        | ・        | A 4and3      |

在上表所示情况下，15洞比赛后，A选手已领先4洞，而剩余3洞即使全部落败，B也不可能逆转局势，因此比赛在此结束，比分记录为“4 and 3”。